# Čuješ
Čuješ je priimek v Sloveniji, ki ga je po podatkih Statističnega urada Republike Slovenije na dan 1. januarja 2010 uporabljalo 112 oseb in je med vsemi priimki po pogostosti uporabe uvrščen na 3.940. mesto.

## Znani nosilci priimka
- Jože Čuješ (1923—1995), učitelj, novinar in urednik
- Rudolf Čuješ (*1916), pravnik, politolog in sociolog